# 金亨稷郡
金亨稷郡（キミョンジクぐん）は朝鮮民主主義人民共和国両江道に属する郡。金亨稷は金日成の父。旧名は厚昌郡（フチャンぐん、こうしょうぐん）。

## 地理
鴨緑江に面しており、北の対岸は中華人民共和国吉林省である。郡南端の最高峰・喜色峰（朝鮮語：희색봉）（2185m）をはじめとする山々が連なり、平均標高が1000m近い山岳地帯であり、農地は少なく、林業と木材加工業が主産業となっている。
両江道の最西端にあり、東隣に金正淑郡がある。西と南は慈江道で、中江郡・和坪郡・狼林郡と接する。

## 歴史
かつての厚昌郡は現在の慈江道和坪郡を含み、平安北道の最東端に位置していた。1988年、金日成の家系の顕彰のために、金亨稷郡に改名。
2004年9月、金亨稷郡内で大規模な爆発がありきのこ雲が観測されたとのニュースが伝えられ、核実験・事故・反体制派によるなんらかの事件などの憶測が流れたが、北朝鮮当局は水力発電所建設のために山を爆破したものと発表した。

### 年表
この節の出典
- 朝鮮時代 - 江界府に属する。
- 1869年 - 厚州郡と茂昌郡が合併し厚昌郡が成立。[2]
- 1909年 - 平安北道厚昌郡となる。
- 1914年4月1日 - 郡面併合により、平安北道厚昌郡に以下の面が成立。(5面)
  - 南新面・七坪面・郡内面・東新面・東興面
- 1918年 - 郡内面が厚昌面に改称。(5面)
- 1949年1月 - 平安北道の分割により、慈江道厚昌郡となる。(5面)
  - 厚昌面の一部が慈江道慈城郡中江面に編入。
- 1952年12月 - 郡面里統廃合により、慈江道厚昌郡厚昌面・東新面・東興面、慈城郡梨坪面の一部地域をもって、厚昌郡を設置。厚昌郡に以下の邑・里が成立。(1邑19里)
  - 厚昌邑・南社里・緑林里・蓮下里・蓮松里・古邑里・大鷹里・羅竹里・茂昌里・葡三里・鉛浦里・富田里・竹田里・金昌里・蘆灘里・檜陽里・雲中里・月灘里・嶺底里・龍出里
- 1953年 (1邑19里)
  - 厚昌邑が杜芝里に降格。
  - 葡三里が厚昌邑に昇格。
- 1954年10月 - 行政区画の見直しにより、両江道厚昌郡となる。(1邑18里)
  - 龍出里が慈江道和坪郡に編入。
- 1956年 (1邑18里)
  - 厚昌邑が葡三里に降格。
  - 月灘里が厚昌邑に昇格。
  - 蓮松里の一部が分立し、新坡郡松田里となる。
- 1961年 (1邑1労働者区17里)
  - 緑林里が緑林労働者区に昇格。
  - 厚昌邑が月灘里に降格。
  - 葡三里が厚昌邑に昇格。
- 1967年 (1邑4労働者区14里)
  - 蘆灘里が蘆灘労働者区に昇格。
  - 古邑里が古邑労働者区に昇格。
  - 南社里が南社労働者区に昇格。
- 1988年8月 - 厚昌郡が金亨稷郡に改称。(1邑4労働者区14里)
  - 厚昌邑が金亨稷邑に改称。
- 1990年 (1邑6労働者区9里)
  - 月灘里・雲中里・嶺底里・檜陽里が合併し、月灘労働者区が発足。
  - 鉛浦里が鉛浦労働者区に昇格。

## 行政
現在の中心地は旧・厚昌邑。1邑・6労働者区・9里を管轄する。
| - 金亨稷邑（キミョンジグプ） - 古邑労働者区（クウムノドンジャグ） - 南社労働者区（ナムサロドンジャグ） - 蘆灘労働者区（ロタンノドンジャグ） - 緑林労働者区（ロンニムノドンジャグ） - 鉛浦労働者区（ヨンポロドンジャグ） - 月灘労働者区（ウォルタンノドンジャグ） | - 金昌里（クムチャンニ） - 大鷹里（テウンニ） - 杜芝里（トゥジリ） - 羅竹里（ラジュンニ） - 蓮松里（リョンソンニ） - 蓮下里（リョナリ） - 茂昌里（ムチャンニ） - 富田里（プジョンニ） - 竹田里（チュクチョンニ） |

## 交通
- 北部内陸線
  - 月灘駅 - 檜陽駅 - 蘆灘駅 - 竹田駅 - オグビ駅 - 杜芝駅 - 葡坪青年駅 - 茂昌駅 - 羅竹駅 - 大鷹駅 - 厚州青年駅